# Старлинг, Саймон
Са́ймон Ста́рлинг (англ. Simon Starling; род. 1967 г. Эпсом, Суррей) — английский художник-концептуалист.

## Биография
Художественное образование получил в Школе искусств Глазго. Затем работал как фотохудожник для различных музеев и художественных галерей Шотландии. В 2005 году был награждён Премией Тернера за проект «Shedboatshed» («Сарай-лодка-сарай»).

## Работы
Старлинг работает в области концептуального искусства. В сферу его художественных интересов входят такие понятия, как: свойства материалов, контекстуализация, свойство идей в отношении эффективности и производительной действенности (cycle efficiency).
Этот концепт нашёл своё развитие в его работе Tabernas Desert Run. Старлинг устанавливает на обычный велосипед водородный двигатель и пересекает на нём пустыню Табернас. Общий маршрут составил около 66 км. Единственным выбросом в окружающую среду во время этого путешествия была вода. Эту воду Старлинг использовал при создании акварели, изображающей кактус, встреченный Старлингом во время путешествия по пустыне. Tabernas Desert Run был одним из экспонатов выставки Тёрнер Прайз.
Проект Shedboatshed, Mobile Architecture No 2 (Сарай-лодка-сарай) 2005 года приносит Старлингу внимание прессы. Обычный сарай, найденный на берегу Рейна, Старлинг перестраивает в плот. На этом плоту он спускается вниз по реке до Базеля, где он этот плот перестраивает обратно в сарай.
В работе One Ton II Старлинг тематизирует производственные и энергетические затраты при изготовлении платины. Старлинг выставляет пять идентичных фотоснимков южноафриканского рудника, изготовленных из платиновых кристаллов. Из десяти тон руды добывается лишь 0,28 грамма платины.

## Преподавательская деятельность
Саймон Старлинг преподаёт в Академии Искусств Штедельшуле, Франкфурт-на-Майне/Германия.